# 京都平安振興財団
一般財団法人 京都平安振興財団（いっぱんざいだんほうじんきょうとへいあんしんこうざいだん、英語名称：Kyoto Heian Promotion Foundation）は、平安神宮を奉賛し、岡崎地域の活性化と発展に寄与するために伝統ある京文化を世界に広く発信することを目的とした京都の団体である。会長は千玄室（裏千家前家元）。

## 主な活動
京都の名所旧跡を舞台に、本場イタリアのオペラ公演を毎年開催する「'響の都'オペラの祭典」プロジェクトを立ち上げ、その一環として2013年10月23日に世界遺産清水寺にてボローニャ市立歌劇場によるオペラ公演を日本芸術振興協会と行った。

## 事業内容
- '響の都'オペラの祭典
- 平安楽市
- 京都・時代祭館 十二十二

## 平安茶寮使用に関して
本財団は岡崎公園内に平安神宮が京都市から土地の占用使用許可を得て「休養および便宜施設」として建築した「平安茶寮」に事務所を置いている。これに関して、京都市が平安神宮に対して出した許可では「許可物件の転貸」「使用者の地位の譲渡」「使用目的又は用途の変更」の禁止が条件となっている点に抵触するとして、（同茶寮に事務所を置く他の2団体も含め）市民団体から2014年4月に京都市監査委員に対する監査請求がなされた。この請求に対し、京都市監査委員は5月16日に、本件における市長の管理は都市公園法上の公園管理者としてのもので、住民監査請求の対象となる「財産自体の財産的・経済的価値に着目して、そのような価値の保持又は増加のために行われる行為」には当たらないとしてこれを却下した。